# تياغو مارتينيلي
تياغو مارتينيلي (بالبرتغالية: Thiago Martinelli‏) (14 يناير 1980 في جوندياي في البرازيل – )؛ هو لاعب كرة قدم كان يلعب كمدافع.

## وصلات خارجية
- تياغو مارتينيلي على موقع رابطة كرة القدم اليابانية للمحترفين (اليابانية)
- تياغو مارتينيلي على موقع قاعدة بيانات كرة القدم.إي يو (الإنجليزية)
- تياغو مارتينيلي على موقع Soccerway.com (الإنجليزية)
- تياغو مارتينيلي على موقع عالم كرة القدم.نت (الإنجليزية)